# Damien Perquis (football, 1986)
Ne pas confondre avec le défenseur international polonais Damien Perquis.
Damien Perquis est un footballeur français, né le 8 mars 1986 à Saint-Brieuc (Côtes-du-Nord). Il évoluait au poste de gardien de but.

## Biographie
Après avoir été formé au Stade rennais puis au Stade brestois 29, Damien Perquis n'obtient pas sa chance en équipe première. Il rejoint le National et Beauvais en 2007, où il s'impose comme titulaire et joue 25 matchs de championnat.
À l'aube de la saison 2008-2009, le Stade Malherbe Caen lui propose le poste de 3e gardien. Il signe alors son premier contrat professionnel, à 22 ans. Après les départs de Vincent Planté en 2009 puis d'Alexis Thébaux en 2012, il devient titulaire dans les buts à la suite de la relégation du club en Ligue 2.
Il parvient à faire oublier Alexis Thébaux en réalisant une saison de qualité au sein d'une des défenses les plus hermétiques du championnat, même si son équipe manque l'objectif de la remontée dans l'élite. De son point de vue, ses points forts sont le jeu aérien, son sens de l'anticipation et son jeu au pied. En fin de saison son contrat est prolongé de deux ans.
En 2014, pour sa deuxième année comme titulaire, il accompagne la montée de son équipe en Ligue 1. Le club caennais recrute alors l'expérimenté Rémy Vercoutre, qui devient le gardien de but n°1. En 2015, alors que l'équipe s'est maintenue et qu'il reste cantonné au rôle de remplaçant, il accepte la proposition du Valenciennes FC, en Ligue 2, où il signe un contrat de trois ans. Dans ce club, il remplace Bertrand Laquait au poste de titulaire dans les cages, sous les ordres de David Le Frapper, puis Faruk Hadžibegić. En avril 2016, il fait partie d'une liste de 58 joueurs sélectionnables en équipe de Bretagne, dévoilée par Raymond Domenech qui en est le nouveau sélectionneur.
Après quatre saisons titulaire dans les cages valenciennoises, Perquis n'entre pas dans les plans du nouvel entraîneur Olivier Guégan qui lui préfère Jérôme Prior. Le 29 août 2019, il est prêté une saison au club néerlandais de seconde division TOP Oss.
Libéré de son contrat, il s'engage 3 saisons en R1 à Saint-Amand-les-Eaux qui vise une montée en N3. Il dispose d'un projet de reconversion au Valenciennes Football Club. Il ouvre une académie de gardiens, et s'occupe des gardiens à Onnaing.

## Statistiques
| Saison                | Club                  | Championnat           | Championnat | Championnat | Coupe nationale | Coupe nationale | Coupe de la Ligue | Coupe de la Ligue | Total | Total |
| Saison                | Club                  | Division              | M.          | B.          | M.              | B.              | M.                | B.                | M.    | B.    |
| 2007-2008             | AS Beauvais Oise      | National              | 25          | 0           | 2               | 0               | -                 | -                 | 27    | 0     |
| Sous-total            | Sous-total            | Sous-total            | 25          | 0           | 2               | 0               | -                 | -                 | 27    | 0     |
| 2009-2010             | SM Caen               | Ligue 2               | -           | -           | 3               | 0               | -                 | -                 | 3     | 0     |
| 2010-2011             | SM Caen               | Ligue 1               | -           | -           | 1               | 0               | 2                 | 0                 | 3     | 0     |
| 2011-2012             | SM Caen               | Ligue 1               | -           | -           | -               | -               | -                 | -                 | 0     | 0     |
| 2012-2013             | SM Caen               | Ligue 2               | 38          | 0           | -               | -               | 1                 | 0                 | 39    | 0     |
| 2013-2014             | SM Caen               | Ligue 2               | 38          | 0           | -               | -               | 2                 | 0                 | 40    | 0     |
| 2014-2015             | SM Caen               | Ligue 1               | -           | -           | -               | -               | 2                 | 0                 | 2     | 0     |
| Sous-total            | Sous-total            | Sous-total            | 76          | 0           | 4               | 0               | 7                 | 0                 | 87    | 0     |
| 2015-2016             | Valenciennes FC       | Ligue 2               | 35          | 0           | 1               | 0               | -                 | -                 | 36    | 0     |
| 2016-2017             | Valenciennes FC       | Ligue 2               | 36          | 0           | -               | -               | 1                 | 0                 | 37    | 0     |
| 2017-2018             | Valenciennes FC       | Ligue 2               | 36          | 0           | 1               | 0               | -                 | -                 | 37    | 0     |
| 2018-2019             | Valenciennes FC       | Ligue 2               | 32          | 0           | 1               | 0               | -                 | -                 | 33    | 0     |
| Sous-total            | Sous-total            | Sous-total            | 139         | 0           | 3               | 0               | 1                 | 0                 | 143   | 0     |
| 2019-2020             | TOP Oss (prêt)        | Eerste Divisie        | 17          | 0           | -               | -               | -                 | -                 | 17    | 0     |
| Sous-total            | Sous-total            | Sous-total            | 17          | 0           | -               | -               | -                 | -                 | 17    | 0     |
| Total sur la carrière | Total sur la carrière | Total sur la carrière | 257         | 0           | 9               | 0               | 8                 | 0                 | 274   | 0     |